# Бертран де Пуланжи
Бертра́н де Пуланжи́ (фр. Bertrand de Poulengy; ок. 1392 — ?) — французский рыцарь, соратник Жанны д’Арк, участник Столетней войны.

## Биография
Сын рыцаря Жана де Пуланжи. Бертран служил под командованием Робера де Бодрикура, который был капитаном гарнизона крепости Вокулёр. В феврале 1429 года сопровождал Жанну д’Арк на её пути в Шинон, где она встретилась с королём Карлом VII. 
Пуланжи вероятно сопровождал Жанну д’Арк в её военных походах, до того как она попала в плен и была казнена в мае 1431 года.
В 1456 году был участником реабилитационного процесса над Жанной д’Арк, где был одним из свидетелей. Дата его смерти неизвестна.